# رمزية الإرياني
رمزية عباس الإرياني (ولدت في 1954) توفيت في 2013 روائية، كاتبة، دبلوماسية، وحقوقية يمنية رائدة.

## السيرة
ولدت في قرية إريان في محافظة إب. ذهبت إلى المدرسة الثانوية في تعز ثم درست الفلسفة في جامعة القاهرة وحصلت على درجة البكالوريوس في عام 1977. لديها أيضا الماجستير في الأدب العربي. في عام 1979 أصبحت أول امرأة دبلوماسية تنضم إلى السلك الدبلوماسي اليمني. وفي الآونة الأخيرة تم انتخابها رئيسة للاتحاد النسائي اليمني وهي عضو مجلس إدارة منظمة الأسرة العربية.
بدأت رمزية النشر وهي لا تزال في سن المراهقة. تعتبر روايتها ضحية الجشع التي نشرت في 1970 أول رواية من قبل امرأة يمنية. أول أقصوصة كانت باسم لعله يعود ونشرتها من دمشق في عام 1981. منذ ذلك الحين كتبت عدة مجلدات عن الخيال وكذلك العديد من كتب الأطفال. كتبت أيضا كتابا عن النساء اليمنيات الرائدات بعنوان رائدات يمنيات سنة 1990.
ظهرت أقصوصة رمزية بالترجمة الإنجليزية في الآونة الأخيرة ضمن مختارات من كاتبات عربيات.